# Банкрофт (Висконсин)
Банкрофт (енгл. Bancroft) насељено је место без административног статуса у америчкој савезној држави Висконсин.

## Демографија
По попису из 2010. године број становника је 535.
| Група             | 2000.    | 2010.       |
| Белци             | 0 (0,0%) | 403 (75,3%) |
| Афроамериканци    | 0 (0,0%) | 3 (0,6%)    |
| Азијати           | 0 (0,0%) | 0 (0,0%)    |
| Хиспаноамериканци | 0 (0,0%) | 123 (23,0%) |
| Укупно            | 0        | 535         |